# 惑星からの侵略
惑星からの侵略 (わくせいからのしんりゃく、イタリア語: I Criminali della Galassia) は、1966年に公開されたイタリアのSF映画。監督アントニオ・マルゲリーティ。脚本イヴァン・ライナー、レナート・モレッティ。主演トニー・ラッセル。

## あらすじ
2015年、太陽系は政治集団・民主連合と、経済集団・企業連合の支配下に置かれていた。
ある日、企業連合の生化学部門の代表であるヌルミーは、民主連合の代表ホールステッドが管轄する宇宙船ガンマ・ワンの化学研究所での実験の査察に来た。来て早々二人の仲は険悪だった上、ホールステッドの部下であるコニーがヌルミーに惚れたことで二人の対立は激化する。
そのころ、地球では人々が失踪する事件が多発しており、ホールステッドの上司であるジェネラルは上層部から調査を命じられたものの、もまた失踪する。
この事件の黒幕はヌルミーであり、彼は小惑星デルフォスを拠点に人間狩りをしていた。
ホールステッドも囚われの身となるも自ら脱出し、仲間たちとともにデルフォスへ潜入し、ジェネラルとコニーを発見する。ヌルミーを撃破した後、一行は地球へと帰艦する。

## キャスト
| 役名        | 俳優               | 日本語吹替                                                 |
| 役名        | 俳優               | 日本テレビ版                                               |
| ----------- | ------------------ | ---------------------------------------------------------- |
| マイケル    | トニー・ラッセル   | 井上孝雄                                                   |
| コニー      | リザ・ガストーニ   | 弥永和子                                                   |
| ヌルミ      | マッシモ・セラート | 川合伸旺                                                   |
| 不明 その他 |                    | 加藤和夫 小沢重雄 筈見純 徳丸完 沢田敏子 千葉耕市 宮内幸平 |
|             |                    |                                                            |
| 演出        | 演出               | 蕨南勝之                                                   |
| 翻訳        | 翻訳               | 平田勝茂                                                   |
| 効果        |                    |                                                            |
| 調整        | 調整               | 二宮毅                                                     |
| 制作        | 制作               | 千代田プロダクション                                       |
| 解説        | 解説               | 水野晴郎                                                   |
| 初回放送    | 初回放送           | 1978年7月5日 『水曜ロードショー』                          |